# Sny i marzenia
Sny i marzenia – polski film obyczajowy z 1984 roku, składający się z dwóch osobnych nowel: Sen o Violetcie oraz Do widzenia, kochani. Pierwszą nowelę wyreżyserował Paweł Pitera, drugą zaś - Janusz Petelski. Zdjęcia kręcono w Warszawie.

## Obsada

### Sen o Violetcie
- Violetta Villas − jako Violetta Karolak
- Janusz Kłosiński − jako Jan Karolak
- Kazimiera Utrata − jako matka Jana Karolaka
- Stanisław Manturzewski − jako literat
- Alfred Freudenheim − jako Rebko, kierownik Karolaka
- Zbigniew Buczkowski − jako Jerzy
- Piotr Fronczewski − jako prezenter telewizyjny
- Zbigniew Bartosiewicz − jako Barłoga
- Marian Glinka − jako urzędnik
- Marek Piwowski − jako reżyser
- Mieczysław Jankowski − jako Zbigniew

### Do widzenia, kochani
- Krzysztof Pietrykowski jako Olo
- Zygmunt Hobot − jako Nowakowski
- Andrzej Karolak − jako Adam Salwa
- Helena Kowalczykowa − jako Tekla
- Marek Siudym − jako Kazimierz Leśniewski
- Wojciech Pokora − jako adwokat
- Piotr Machalica − jako Tomasz
- Halina Rowicka − jako Elżbieta
- Zofia Saretok − jako Zofia
- Jerzy Kryszak − jako Witczak
- Czesław Lasota − jako urzędnik
- Janusz Rewiński − jako szef redakcji w TV